# Quartier des Halles (Strasbourg)
Pour les articles homonymes, voir Quartier des Halles (homonymie).
Le quartier des Halles est un quartier du centre de Strasbourg situé au nord-ouest de la Grande Île.

## Délimitation
Le quartier est délimité au sud par le canal du Faux-Rempart, à l'ouest par la rue du Marais-Vert et le boulevard du Président-Wilson, au nord par le boulevard du Président Poincaré et à l'est par la rue du Faubourg de Pierre.
Il est bordé au sud par la Grande Île, à l'ouest par le quartier de la Gare, au nord par la place de Haguenau et à l'est par le quartier du Tribunal. Administrativement, le quartier des Halles s'inscrit dans l'ensemble plus vaste Gare - Tribunal.

## Histoire
Au Moyen Âge, vers l'actuelle rue du Marais-Vert, se trouve une potence. Les suppliciés peuvent recevoir jusqu'en 1543 les derniers sacrements dans une chapelle proche.
À la suite d'une disette dans la ville de Strasbourg en 1817, une halle aux blés est construite en bordure du canal du Faux-Rempart le long du côté droit (en venant du quai) de la rue du Marais-Vert d'aujourd'hui, la ville disposant là de vastes terrains inoccupés. La halle est achevée en 1829.
Une usine à gaz est construite en 1839 à l'angle des actuelles rue des Bonnes Gens et place des Halles. Elle est démolie au début des années 1930. La société Gaz de Strasbourg y fait construire son siège social contemporain.
La première gare ferroviaire intramuros de Strasbourg est construite côté est de la halle aux blés de manière à donner sur le quai, le transfert des marchandises se faisant par voie fluviale. Elle est inaugurée par Napoléon III en 1852. 
Vers 1868-1870, des Strasbourgeois ont demandé au maire de couvrir la portion du fossé du Faux-Rempart située en face de la gare (entre le pont de Saverne et le pont de la Gare) afin d'y construire un marché couvert. Les habitants mettent en avant la proximité immédiate avec le chemin de fer et préconisent une halle comportant 8 entrées, construite dans le style des halles centrales de Paris. L'édifice envisagé aurait une longueur de 130 mètres et une largeur de 33 mètres pour une superficie de 4300 mètres². Le projet ne sera jamais réalisé.
À la suite de la construction de la gare actuelle entre 1878 et 1883 plus à l'ouest, dans l'actuel quartier de la gare, l'ancienne gare devient une halle de marché.
Le dépôt de la Compagnie des transports strasbourgeois (CTS) se trouvait dans le quartier, à l'emplacement de l'actuel rectorat annexe (rue de Bouxwiller), de 1896 à 1931 date de son transfert à Cronenbourg.
La grande synagogue de Strasbourg est construite en 1898 sur le quai Kléber. À cet effet, la partie avant de la halle aux blés est démolie, la partie arrière conservant ses fonctions commerciales. Plus tard, la communauté juive achète la halle aux blés désaffectée pour en faire des dépendances de la synagogue. Elle sera incendiée en même temps que la synagogue par les nazis en 1941. L'espace qu'occupait la synagogue n'a jamais été reconstruit et est aujourd'hui un square, le square de l'Ancienne Synagogue.
Un poste de secours souterrain de la défense passive est construit en 1937 sous la place des Halles. Vraisemblablement jamais utilisé, il existe toujours aujourd'hui mais n'est pas accessible au public.
La halle de marché est démolie au moment de la construction du vaste complexe Place des Halles à la fin des années 1970. 
En 1994, le siège d'Électricité de Strasbourg, ainsi que les directions régionales d'IBM et du Crédit lyonnais, s'installent dans le quartier à la suite de la construction d'un complexe immobilier à l'angle de la rue du Marais-Vert, du boulevard du Président-Wilson et de la rue du Faubourg-de-Saverne. La même année, le tram fait son retour dans le quartier avec la ligne A (station Ancienne Synagogue - Les Halles), puis en 1998 la ligne D (même station) et en 2010 la ligne C (station Faubourg de Saverne).

## Description
Le quartier des Halles s'articule autour de la place des Halles. Le centre commercial Place des Halles au sud-ouest de la place est un vaste ensemble immobilier à vocation tertiaire construit à la fin des années 1970. Quand le centre est construit, le tunnel Wodli - Sébastopol est percé pour relier directement la sortie de l'autoroute aux parkings du centre commercial. Ce tunnel est aujourd'hui condamné pour cause d'infiltrations d'eau. Il est finalement comblé en 2019.
Sur la place des Halles se situe la gare routière du réseau 67 et un square au nord. Un projet envisage le départ de la gare routière du site à l'horizon 2021 et son remplacement par un complexe cinématographique.
Non loin, rue des Bonnes-Gens, se trouvent l'institution Notre-Dame et sa chapelle, école, collège et lycée privés, ainsi que le groupe scolaire public Saint-Jean. 
La caisse de Crédit municipal de la ville de Strasbourg est tout proche, rue d'Ingwiller.
Une mosquée se situait jusqu'en 2012 impasse de Mai (Faubourg de Pierre). À la suite de l'ouverture de la Grande mosquée de Strasbourg, le lieu ne sert plus qu'à des activités culturelles.
Le rectorat de l'Académie de Strasbourg est situé rue de la Toussaint. La clinique de la Toussaint et sa chapelle sont dans la même rue. L'hôtel du Recteur est un peu plus loin le long du quai Kléber. Le rectorat annexe, rue de Bouxwiller, est plus au nord.
Sur le même quai plus à l'ouest, à l'angle de rue du Marais-Vert, le square de l'Ancienne Synagogue ainsi qu'un mémorial rappellent le passé du site.
Plusieurs hôtels se trouvent dans le quartier en raison de sa situation entre la gare et le centre historique.
Plusieurs écoles privées se sont installées dans le quartier notamment dans les anciens entrepôts de la rue des Magasins (Pigier, le campus privé d'Alsace, l'école commerciale privée, l'école supérieure d'optique). 
Dans cette même rue se situe le centre de bouddhisme zen de Strasbourg et l'église protestante évangélique de la Bonne Nouvelle.
Le quartier est très hétéroclite du point de vue architectural. Les rues du Faubourg de Saverne et du Faubourg de Pierre (la rue du Faubourg de Pierre était une ancienne voie romaine pavée d’où son nom) se composent essentiellement d'immeubles antérieurs à 1870 ou reconstruits après le siège de Strasbourg. Les boulevards et la place de Haguenau au nord ont été aménagés dans le cadre de la Neustadt tandis que le secteur de la rue du Travail date des années 1930.